# Armata 1 a Statelor Unite ale Americii
Armata 1 a Statelor Unite ale Americii (în engleză First Army) este cea mai veche și cea mai longevivă armată de câmp a Armatei Statelor Unite. A servit atât în Primul Război Mondial, cât și în cel de-Al Doilea Război Mondial și a furnizat armatei SUA soldați și echipamente în timpul Războiului din Coreea și al Războiului din Vietnam sub conducerea unora dintre cei mai faimoși și distinși ofițeri ai Armatei SUA. În prezent servește ca o comandă de mobilizare, pregătire și antrenament.

## Listă de comandanți
- GEN John J. Pershing 1918
- LTG Hunter Liggett 1918–1919
- MG Dennis E. Nolan 1932–1936
- MG Fox Conner 1936–1938
- MG Frank Ross McCoy 1938 (interim)
- MG James K. Parsons 1938 (interim)
- LTG Hugh A. Drum 1938–1943
- LTG George Grunert 1943
- LTG Omar N. Bradley 1943–1944
- GEN Courtney H. Hodges 1944–1949
- MG Roscoe B. Woodruff 1949 (interim)
- GEN Walter Bedell Smith 1949–1950
- MG Roscoe B. Woodruff 1950 (interim)
- LTG Willis D. Crittenberger 1950–1952
- LTG Withers A. Burress 1953–1954
- LTG Thomas W. Herren 1954–1957
- LTG Blackshear M. Bryan 1957–1960
- LTG Edward J. O'Neill 1960–1962
- LTG Garrison H. Davidson 1962–1964
- LTG Robert W. Porter Jr. 1964–1965
- LTG Thomas W. Dunn 1965
- LTG William F. Train 1966–1967
- LTG Jonathan O. Seaman 1967–1971
- LTG Claire E. Hutchin Jr. 1971–1973
- LTG Glenn D. Walker 1973–1974
- LTG James G. Kalergis 1974–1975
- LTG Jeffrey G. Smith 1975–1979
- LTG John F. Forrest 1979–1981
- LTG Donald E. Rosenblum 1981–1984
- LTG Charles D. Franklin 1984–1987
- LTG James E. Thompson Jr. 1987–1991
- LTG James H. Johnson Jr. 1991-1993
- LTG John P. Otjen 1993–1995
- LTG Guy A. J. LaBoa 1995–1997
- LTG George A. Fisher Jr. 1997–1999
- LTG John M. Riggs 1999–2001
- LTG Joseph R. Inge 2001–2004
- LTG Russel L. Honoré 2004–2008
- LTG Thomas G. Miller 2008–2011
- LTG John Michael Bednarek 2011–2013
- MG Kevin R. Wendel 2013 (interim)
- LTG Michael S. Tucker 2013–2016
- LTG Stephen M. Twitty 2016–2018
- MG Erik C. Peterson 2018
- LTG Thomas S. James Jr. 2018–2021
- LTG Antonio A. Aguto Jr. 2021–2022
- MG Mark H. Landes 2023–2024
- MG William A. Ryan III 2024 (interimar)
- LTG Mark H. Landes 2024–prezent